# Johan Nordahl Brun
Johan Nordahl Brun (ur. 1745, zm. 1816) – norweski duchowny, pisarz, poeta, dramaturg i mówca. Absolwent Uniwersytetu Kopenhaskiego. Biskup Bergen od 1804.

## Życiorys
Był pierwszoplanową postacią w kopenhaskim Towarzystwie Norweskim. Był tam znany z predyspozycji wodzowskich i chęci władzy, co wywoływało rozdrażnienie także wśród Duńczyków. Jego utwory nie były dobrze przyjmowane w duńskim świecie artystycznym i politycznym. Pieśń Za zdrowie Norwegii, ojczyzny olbrzymów (norw. For Norge, Kiempers Fødeland, 1772) została zakazana przez cenzurę duńską. Przysporzyło jej to popularności – utwór przez około pięćdziesiąt lat pełnił rolę hymnu narodowego (nazywano go norweską Marsylianką). Charakter narodowy miał również dramat Einer Tambeskielver z 1772, sięgający do zdarzeń z wczesnej historii Norwegii.
Po powrocie do Norwegii został duchownym, osiągając godność biskupa. Tworzył wówczas przede wszystkim liryki patriotyczne, religijne oraz refleksyjne. Pod względem artystycznym znacznie przewyższały one twórczość współczesnych mu autorów. Napisał też komedie ideowo przeciwne założeniom rewolucji francuskiej. W 1814 wziął udział w wydarzeniach mających na celu uzyskanie przez Norwegię niepodległości.

## Twórczość

### Dramaty
- Einer Tambeskielver, 1772
- Zarin, 1772
- Toldbetienten, 1783
- Væveriet, 1783
- Republiki paa Oen, 1793
- Officieren, 1802

### Poezja
- Evangeliske Sange, 1786
- Mindre Digte, 1791
- Jonathan. Et Digt i ti Sange, 1796

### Literatury faktu
- Hellige taler i Anledning af Ungdommens Confirmation, 1782
- Fornuftig kierlighed til fædrelandet, 1788
- Tanker om Norges Odels-Ret, 1788
- Hellige taler, 2 bd., 1797-1798
- Anhang til hellige taler, 1805
- Tolv hellige Taler, 1806